# Атани, Стэнли
Стэнли Атани (фр. Stanley Atani; род. 27 января 1990, Таити, Французская Полинезия) — таитянский футболист, выступающий на позиции левого (иногда — правого) полузащитника.

## Клубная карьера
Футбольную карьеру начал в таитянском клубе «Женес Таитиенс» в 2008 году. В начале сезона 2011—2012 годов перешёл в клуб «Тефана». Сезон 2013—2014 провёл в клубе «Дрэгон», после чего вернулся в «Тефану». С 2019 по 2022 годы защищал цвета «Венюса», после чего завершил футбольную карьеру.

## Карьера в сборной
В 2009 году был призван в молодёжную сборную Таити, за которую сыграл один матч.
Дебютный матч за национальную сборную Таити провёл 4 июля 2011 года, выйдя на замену в товарищеской игре против сборной Новой Каледонии.
В 2013 году выходил на замену в двух матчах в рамках финального турнира Кубка конфедераций 2013.